# Othnocerus aethes
Othnocerus aethes là một loài bọ cánh cứng trong họ Cerambycidae.